# دهستان سرجولکی
دهستان سرجولکی نام دهستانی در بخش جولکی شهرستان آغاجاری، استان خوزستان در ایران است. براساس سرشماری مرکز آمار ایران در سال ۱۳۹۵، جمعیت آن ۳۶۱۳ نفر (۹۷۲ خانوار) بوده‌است.